# 伍濬祥
伍濬祥（1804年8月14日—1877年），字二孜，號瓊圃，四川省綦江縣人，清朝政治人物。

## 生平
道光十六年（1836年）丙申恩科進士。歷任戶部員外郎、戶部郎中。咸豐二年（1852年）歸鄉。嘗開善堂，創諸義舉。晚年先後主講江津東川、綦江瀛山兩書院。享年七十，墓葬江津五岔三台山。

## 著作
著有《懷園詩草》。

## 家族

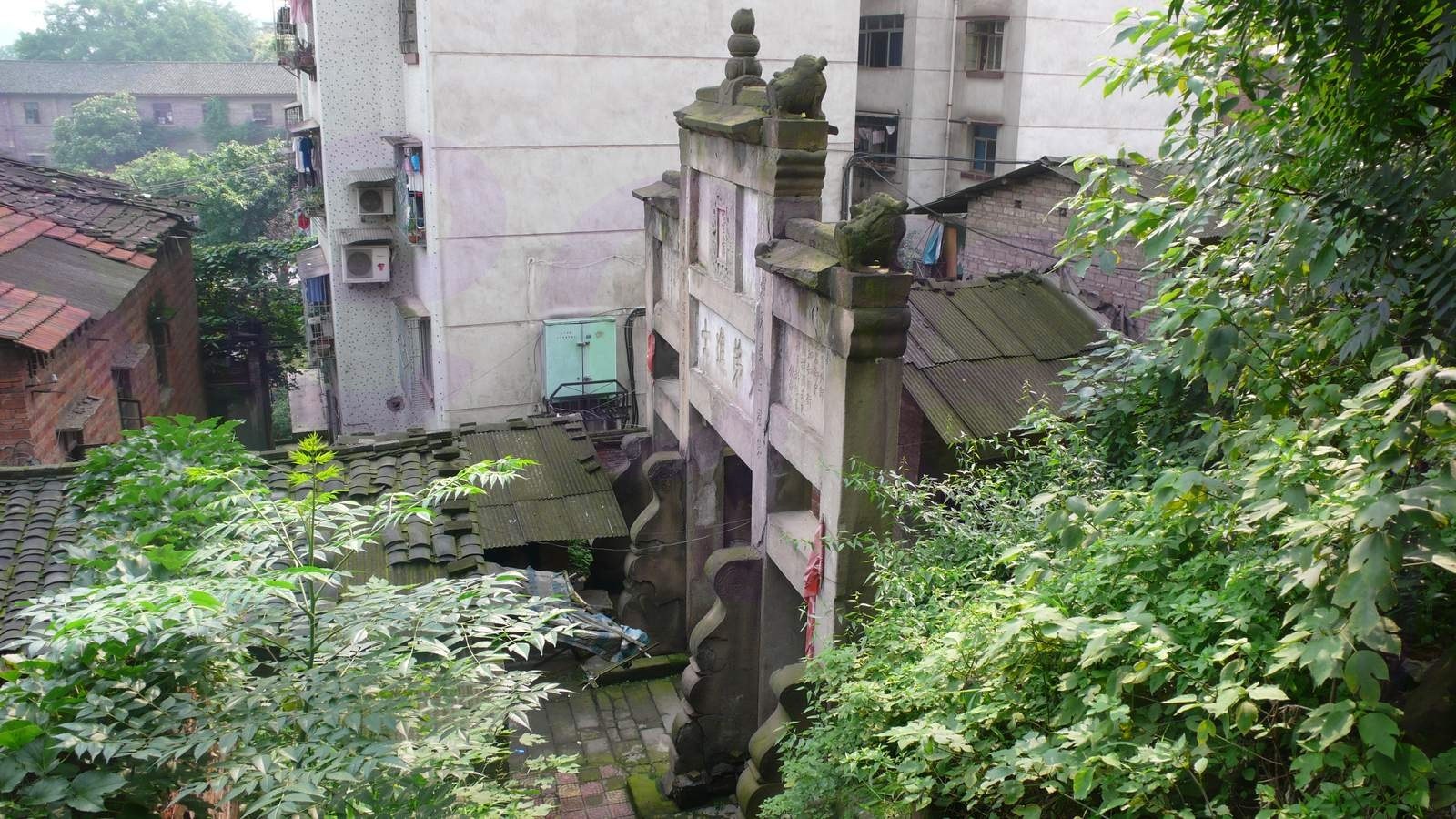
綦江縣文龍兄弟進士牌坊

伍濬祥出身綦江伍氏，父伍绍曾。其家清代科名繁盛，道光年间，伍濬祥與弟辅祥、奎祥在十二年間相繼中進士。有“古南三鳳”之譽。綦江縣有“文龍兄弟”牌坊，至今尚存。
子懋懷、懋楫，孫積淙，均為諸生。積淙之子善從（字爵宜），民國期間赴日留學慶應大學經濟科，學成後歸國，初任職河北省財政廳，署天津；後聘任四川省財政廳鹽運稅收使，署自貢。